# El Cerezo (Morropón)
El Cerezo es un caserío peruano ubicado en el distrito de Morropón, perteneciente a la provincia homónima del departamento de Piura, al norte del Perú. 

## Ubicación
El Cerezo se ubica al norte de la provincia de Morropón, en el distrito homónimo, en el departamento de Piura.

## Demografía
En 2017 El Cerezo tenía una población de 72 habitantes.
| Gráfica de evolución demográfica de El Cerezo entre 1993 y 2017 |
|                                                                 |
| Fuentes: Población 1993 y 2017                                  |